# Mållinjeteknik
Mållinjeteknik (engelska: goal-line technology) är ett sätt inom fotboll för att avgöra när bollen har passerat mållinjen och därmed hjälpa domaren avgöra om ett mål gjorts eller ej. Tekniken är påkallad efter ett antal kontroversiella situationer i Premier League, Världsmästerskapet i fotboll 2010 och Europamästerskapet i fotboll 2012 där domaren inte kunnat se att bollen verkligen passerat mållinjen. Domaren kunde därmed inte döma mål, trots att TV-repriser kunnat påvisa att bollen verkligen passerat mållinjen och att domaren dömt fel. Det internationella fotbollsförbundet, FIFA, som tidigare varit starka motståndare till att använda tekniken, beslöt att utvärdera olika system.
I juli 2012 beslöt fotbollens regelorgan International Football Association Board att godkänna användandet att tekniken. Fyra system är godkända, GoalRef, Hawk-Eye, CAIROS och GoalControl. 
Fifa meddelade i april 2013 att GoalControl kommer att provas ut vid Fifa Confederations Cup 2013 i Brasilien den 15-30 juni 2013 och om allt fungerar till belåtenhet kommer det då att användas vid Världsmästerskapet i fotboll 2014.

## Bakgrund
Kraven på mållinjeteknik ökade 2000 när under Afrikanska mästerskapet i fotboll 2000 Victor Ikpebas straff bedömdes av domaren att inte passerat mållinjen trots att TV-repriserna påvisade att så var fallet.
Intresset för tekniken ökade i England efter matchen mellan Manchester United FC och Tottenham Hotspur FC där ett skott från Tottenhams Pedro Mendes passerade mållinjen med nästan en meter utan att domaren eller den assisterande domaren kunde avgöra om bollen passerat mållinjen eller ej. Efter diverse diskussioner avfärdade FIFA kraven på att införa tekniken. 
Kraven ökade efter att antal feldomslut under Världsmästerskapet i fotboll 2010, bland annat dömdes ett regelrätt mål av Englands Frank Lampard i förlustmatchen mot Tyskland bort då domaren inte uppfattade att bollen klart passerat mållinjen.. Efter den händelsen meddelade Sepp Blatter att FIFA skulle återuppta diskussionerna om mållinjeteknik.

## Införandet av systemen
Den 5 juli 2012 beslöt fotbollens regelorgan International Football Association Board att godkänna användandet att tekniken. Av ursprungligen nio olika system är idag två stycken i princip godkända, GoalRef och Hawk-Eye.
Fifa meddelade att man för första gången kommer att använda tekniken i ett internationellt mästerskap vid klubblags-VM i Japan under december 2012. Hawk-Eye systemet kommer att användas i Toyota Stadium och GoalRef i Yokohama Stadium. Domarna kommer att kontrollera att systemen fungerar innan match i samband med deras vanliga kontroll av målburen. Under turneringen kommer dessutom domaren att ha det slutgiltiga avgörandet oavsett vad systemen indikerar.
Fifa meddelade i april 2013 att de har beslutat att GoalControl systemet kommer att provas ut vid Fifa Confederations Cup 2013 i Brasilien den 15-30 juni 2013 och om allt fungerar till belåtenhet kommer det då att användas vid Världsmästerskapet i fotboll 2014.

## System

### GoalRef
Det tysk-danska systemet GoalRef är baserat på ett microchip i bollen och ett magnetfält runt målburen. Förändringar i det magnetfältet gör att systemet kan avgöra om bollen passerat mållinjen eller ej. Systemet provades i två matcher i danska Superligaen den 23 maj 2012.

### Hawk-Eye
Hawk-Eye-systemet utvecklades 1999 och används idag inom cricket, tennis och snooker. Systemet är baserat på principen med triangulering och höghastighetskameror. System provades ut i en landskamp mellan England och Belgien den 26 maj 2012.

### CAIROS
CAIROS-systemet är ett tyskt system och var det tredje systemet att godkännas av FIFA. CAIROS var en av de första företagen att utveckla ett mållinjeteknik-system och provades utan framgång redan 2005. System använder liksom GoalRef ett microchip i bollen och ett magnetfält runt målburen för att passerat mållinjen eller ej.

### GoalControl
GoalControl är ett tyskt system och var det fjärde systemet att godkännas av FIFA. Systemet är liksom Hawk-Eye baserat på principen med triangulering och höghastighetskameror. System har valts ut för att användas vid Fifa Confederations Cup 2013 i Brasilien den 15-30 juni 2013 samt om allt fungerar som planerat vid Världsmästerskapet i fotboll 2014.